# Юдифь (древнеанглийская поэма)
Юдифь (др.-англ. Judith) — англосаксонская поэма на уэссекском диалекте древнеанглийского языка. Предположительно создана в середине X века.
Сохранилось около 350 строк поэмы (последние три песни, обозначенные X, XI, XII) в рукописи Cotton Vitellius A. xv (входила в коллекцию Роберта Коттона, ныне в Британском музее) сразу после «Беовульфа». В настоящее время вопрос о том, насколько большим является утраченный фрагмент, является дискуссионным: по одной из версий, сохранилась значительная часть поэмы, а цифры X, XI, XII обозначают не номера глав.
Поэма пересказывает сюжет ветхозаветной неканонической или второканонической книги Юдифи: жительница иудейского города Ветилуй Юдифь убивает ассирийского военачальника Олоферна, чтобы спасти осаждённый ассирийцами город. Сохранившая часть поэмы повествует о пире в лагере ассирийцев, самом убийстве, возвращении Юдифи в Ветилуй и победоносной атаке его жителей.
Описание библейских событий в поэме заметно отличается как от Вульгаты, так и от переложения соответствующей книги Вульгаты Эльфрика Грамматика, меняется и характер главной героини. «Здесь в отличие от добродетельной и скромной вдовы, о которой писал Элфрик, Юдифь — энергичная и отважная воительница, побеждающая зло благодаря мудрости и вере. Своим поведением она гораздо больше напоминает мужских персонажей эпоса, чем благочестивую иудейку и кротких дев‑мучениц англосаксонской агиографии».
По мнению исследователей (в частности, Tracey-Anne Cooper), целью поэмы было вдохновить англосаксов дать военный отпор викингам.